# Танковый мостоукладчик

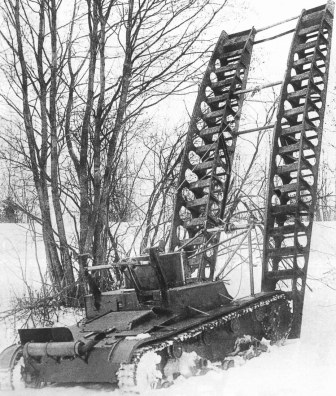
Мостоукладчик СТ-26 (Сапёрный танк — 26 модель).

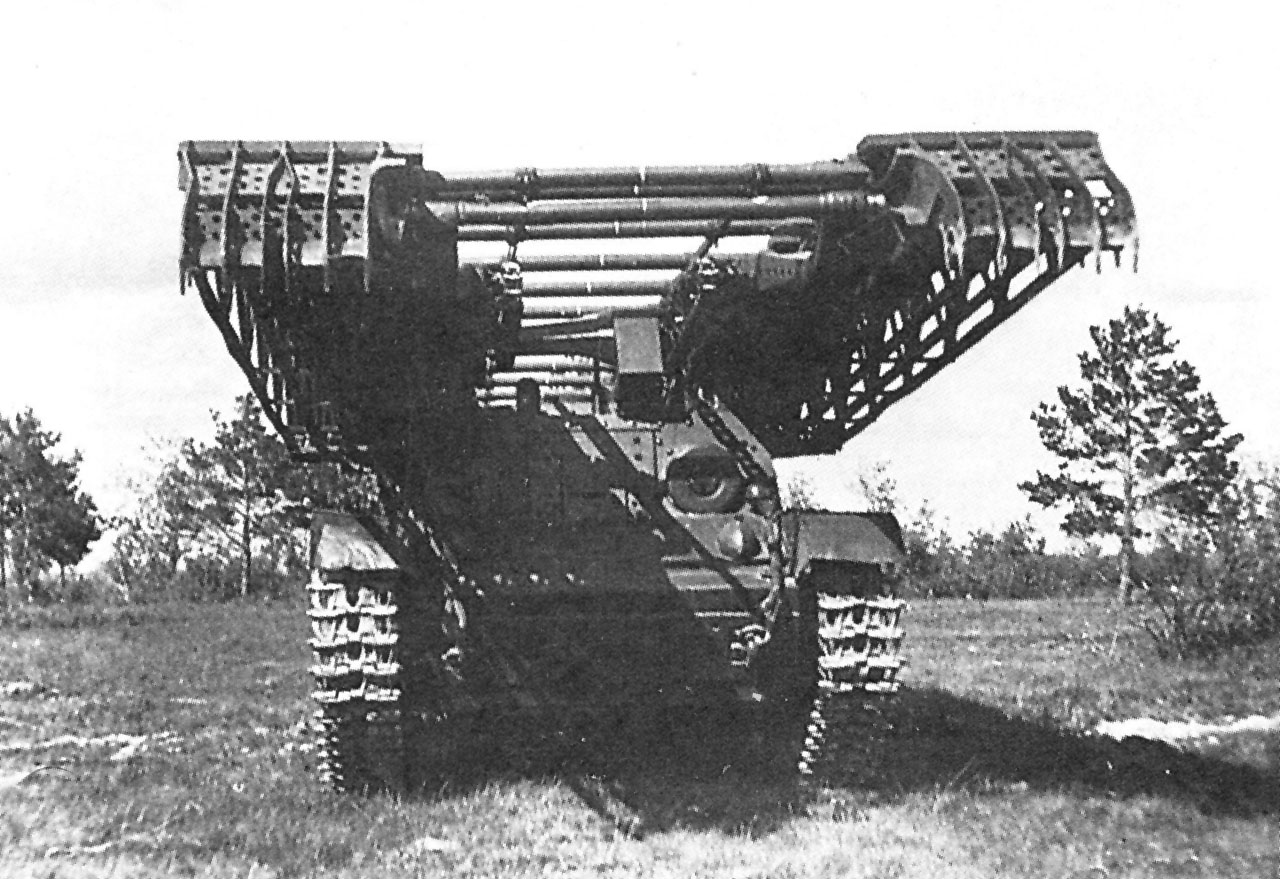
ИТ-28, один из первых в мире танковых мостоукладчиков.

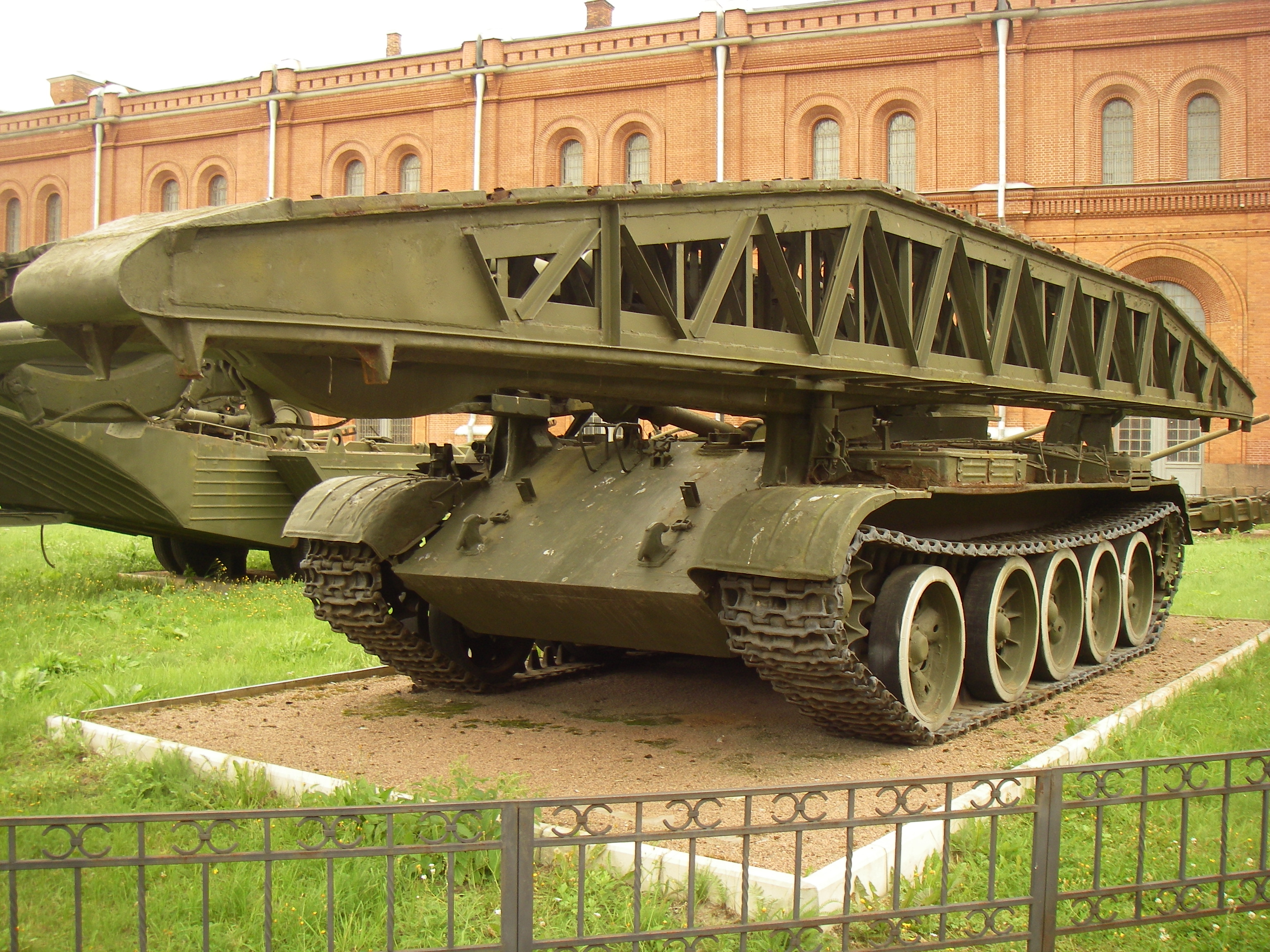
МТУ, первый выпускавшийся крупносерийно в СССР танковый мостоукладчик.

Танковый мостоукладчик, Мостовой танк — боевая машина, специальный танк, бронированная инженерная машина (мостоукладчик) на базе танкового шасси, которая предназначается для транспортировки, а также установки и снятия посредством встроенных механизмов мостовой конструкции в боевой обстановке с целью обеспечения продвижения танков и других боевых машин. 
Все рабочие операции выполняются машиной дистанционно, без необходимости выхода экипажа. Мостовая конструкция танковых мостоукладчиков в зависимости от конкретной модели машины может быть выполнена нескладно́й или складной (так называемые «ножницы»), сплошной или колейной. Длина нескладных мостов достигает 10 — 14 метров, складных — более 20 метров. Соответствующие современному определению танкового мостоукладчика машины появились ещё в межвоенный период, однако единой классификации они не имели и обозначались как «мостовые», «сапёрные» или «инженерные» танки, в другом источнике указано что они относились к группе боевых машин — сапёрные машины.

## История

### Межвоенный период

#### Союз ССР
В Союзе ССР в межвоенный период разрабатывалось значительное число проектов инженерных машин на базе основных танков, обладавших всеми основными чертами современных танковых мостоукладчиков, на базе шасси Т-18, Т-26 (СТ-26 — сапёрный танк (мостоукладчик) (1932—1939 гг.). Вооружение: пулемёт ДТ, выпущена 71 машина разных систем, включая 6 опытных.), Т-27, Т-28 (ИТ-28), БТ-2 (БТ-2 сапёрный) и БТ-5. Ни один из проектов не вышел за рамки создания опытных образцов и на вооружение не принимался.

### Вторая мировая война

#### Германия
В 1940 году нацистской Германией был создан мостоукладчик Brückenleger IV на базе среднего танка PzKpfw IV. Машина была выпущена малой серией в 20 экземпляров и существенного влияния на ход боевых действий не оказала.

#### Великобритания и США

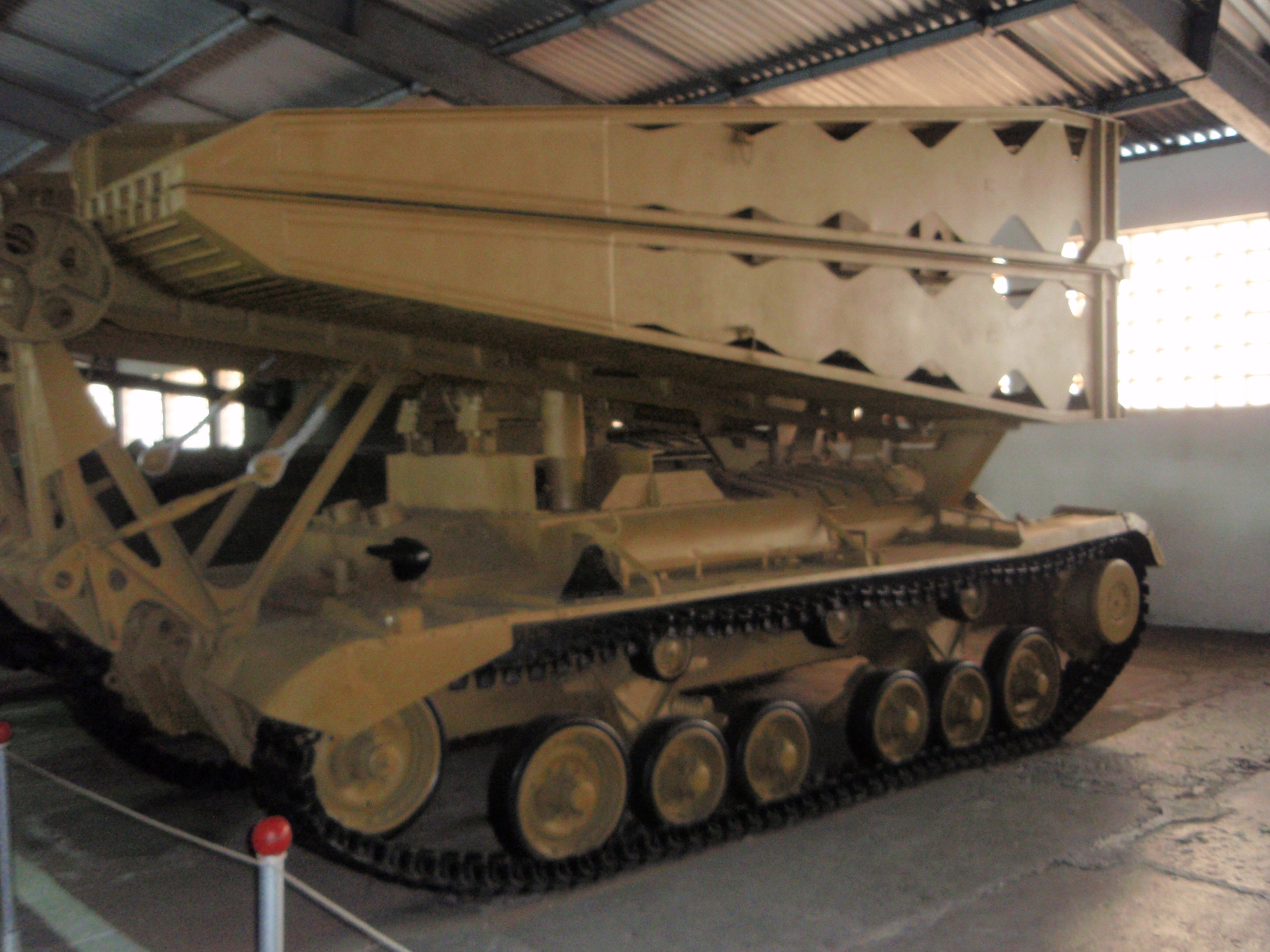
Британский мостоукладчик Mk.III (Valentine Bridgelayer). Бронетанковый музей в Кубинке. 2009

Во время Второй мировой войны в армиях Союзников получили распространение импровизированные машины, создававшиеся на базе серийных танков «Черчилль» и «Шерман» и по применению аналогичные современным танковым мостоукладчикам. Мостовая конструкция жёстко крепилась на крыше корпуса такого мостоукладчика, и для её установки машина должна была расположиться на дне препятствия, играя роль промежуточной опоры. «Валентайн»-мостоукладчик (англ. Valentine Bridgelayer) был специализированным вариантом «Валентайна», лишённым башни и оборудованным 9-метровым мостом 30-тонной грузоподъёмности, раскладывавшимся по схеме «ножницы». В 1942—1943 годах произведено 192 мостоукладчика на базе «Валентайна», которые активно использовались в Италии, Северо-Западной Европе и Бирме.

#### СССР
25 «Валентайнов»-мостоукладчиков поступило в СССР по Ленд-лизу в 1944 году. 
Мостоукладчики на базе «Валентайна» использовались в РККА на Дальнем Востоке во время наступления советских войск в Маньчжурии. В составе 1-го Дальневосточного фронта было две роты мостоукладчиков по 10 Валентайн-Бриджлэйер.

### Послевоенный период
Современная концепция танковых мостоукладчиков окончательно оформилась в 1950-е—1960-е годы, когда в СССР были созданы вошедшие в крупносерийное производство машины специальной разработки, и без существенных изменений сохранилась до настоящего времени.

## Галерея

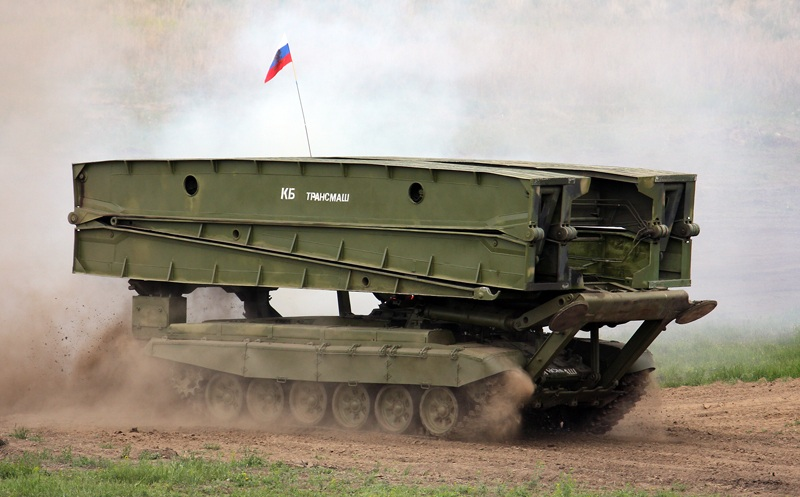
МТУ-90
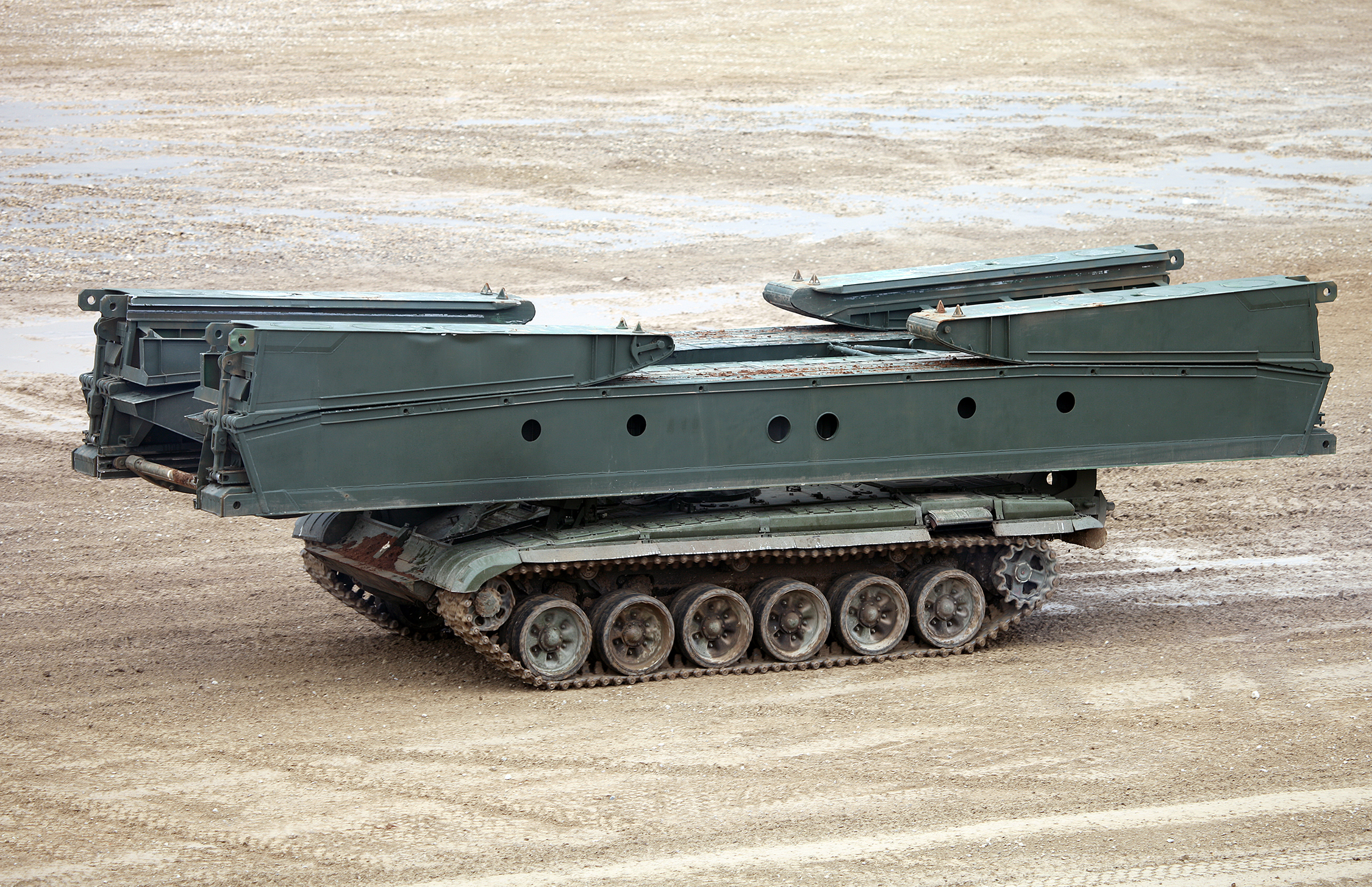
МТУ-72
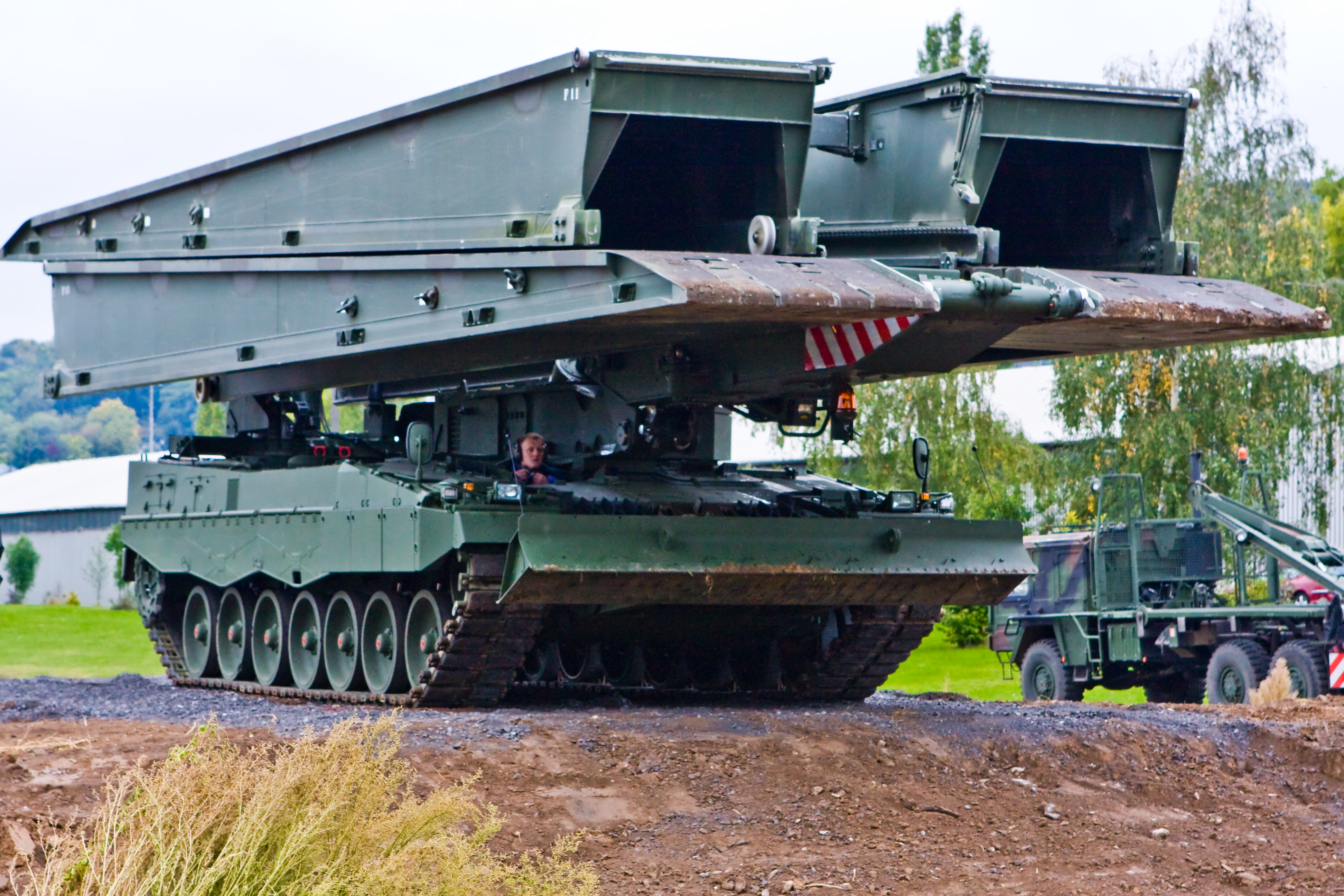
Leopard 2L (Panzerschnellbrucke 2) на базе Леопард 2
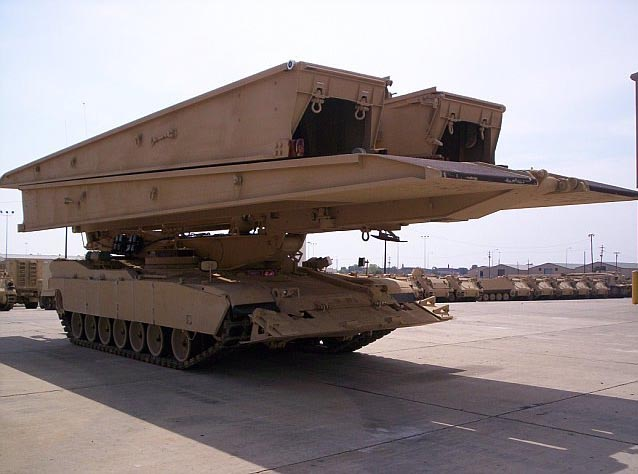
Wolverine HAB (M104 Wolverine) на базе танка Абрамс
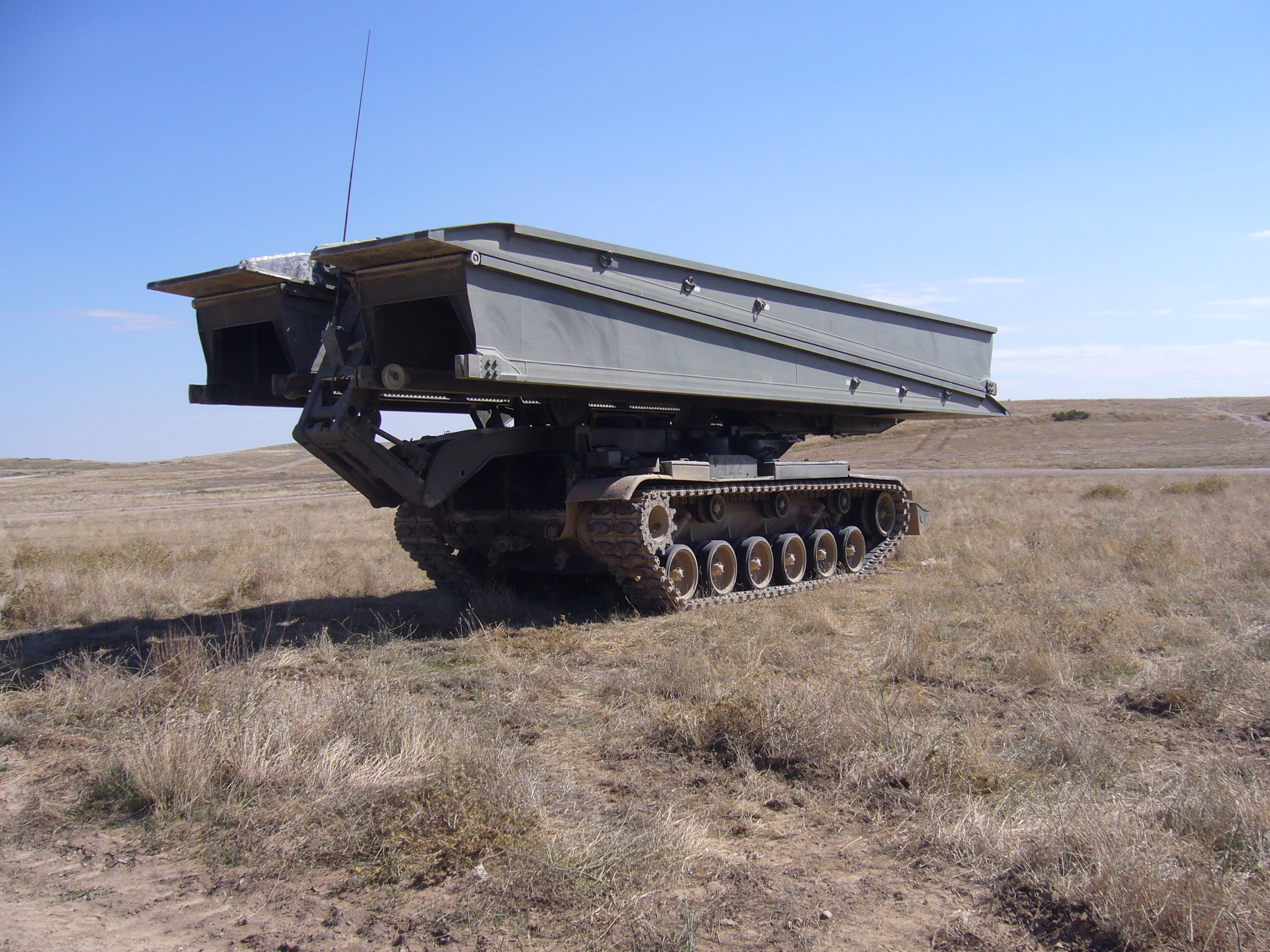
M60 AVLB на базе М60
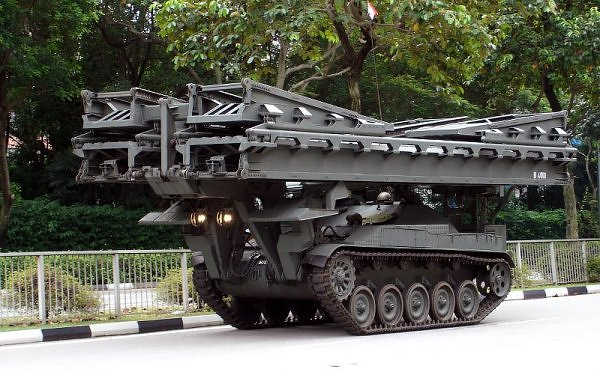
AMX-13 PDP на базе AMX-13
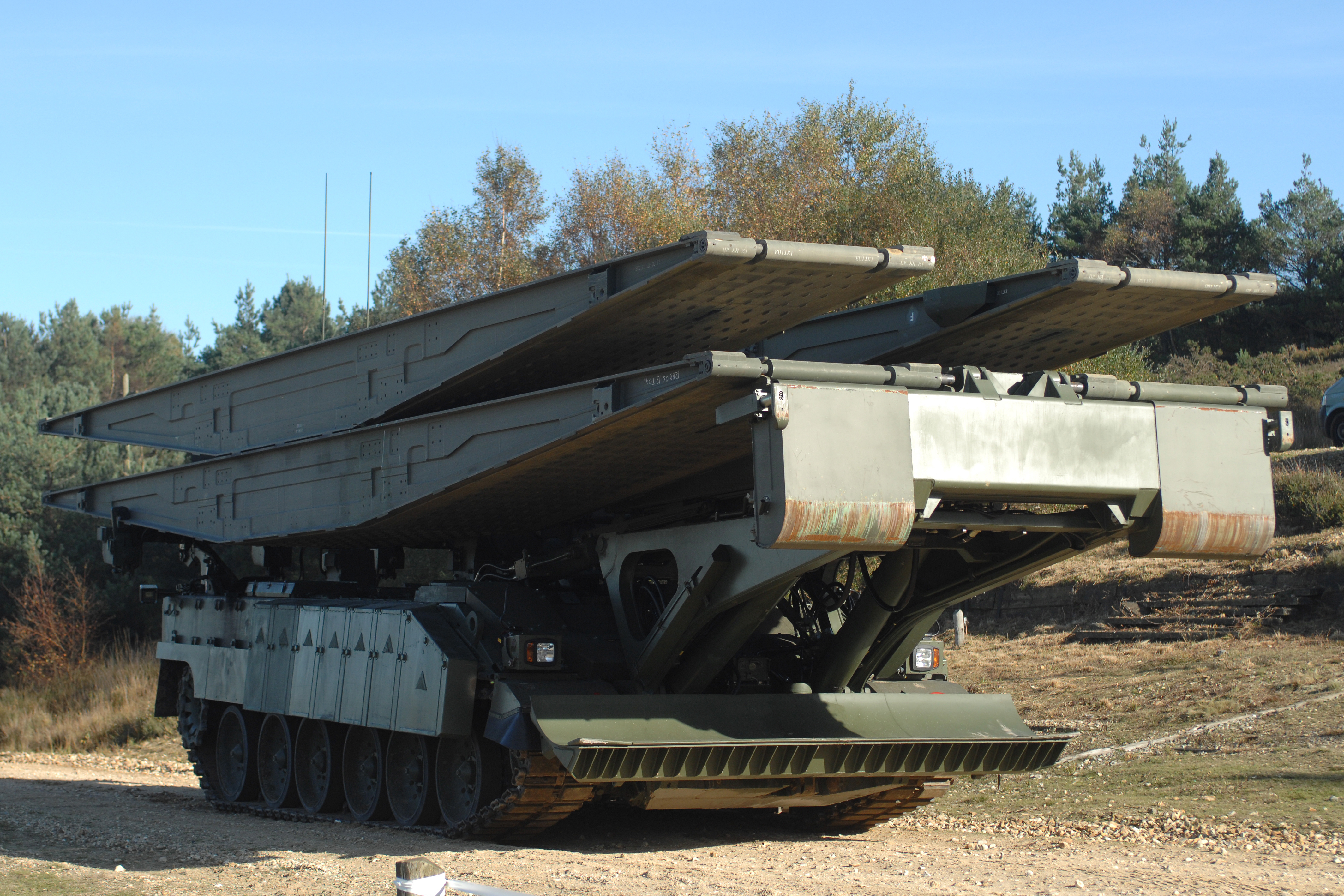
Titan AVLB на базе Челленджер 2
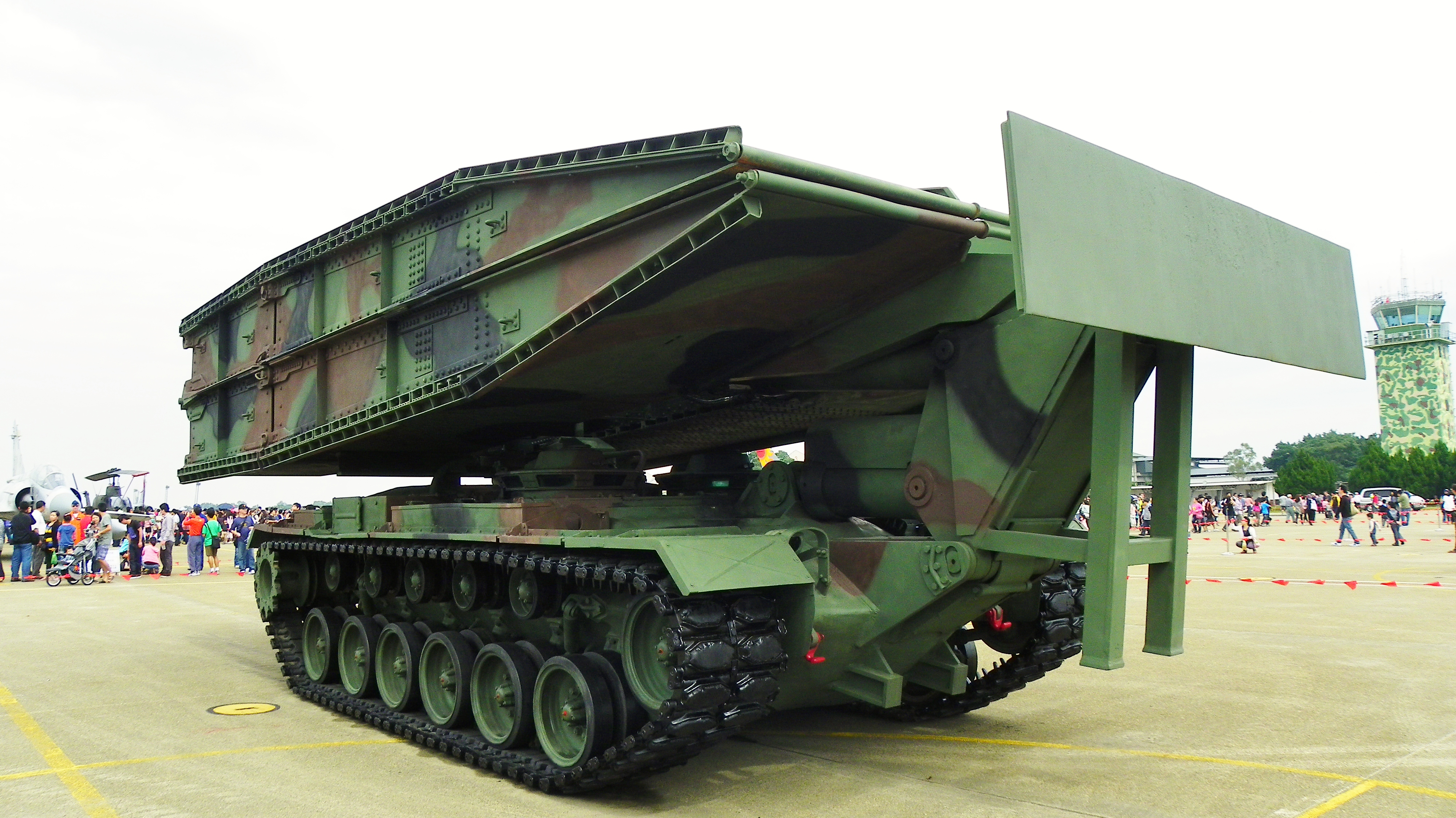
M48A5 AVLB на базе М48
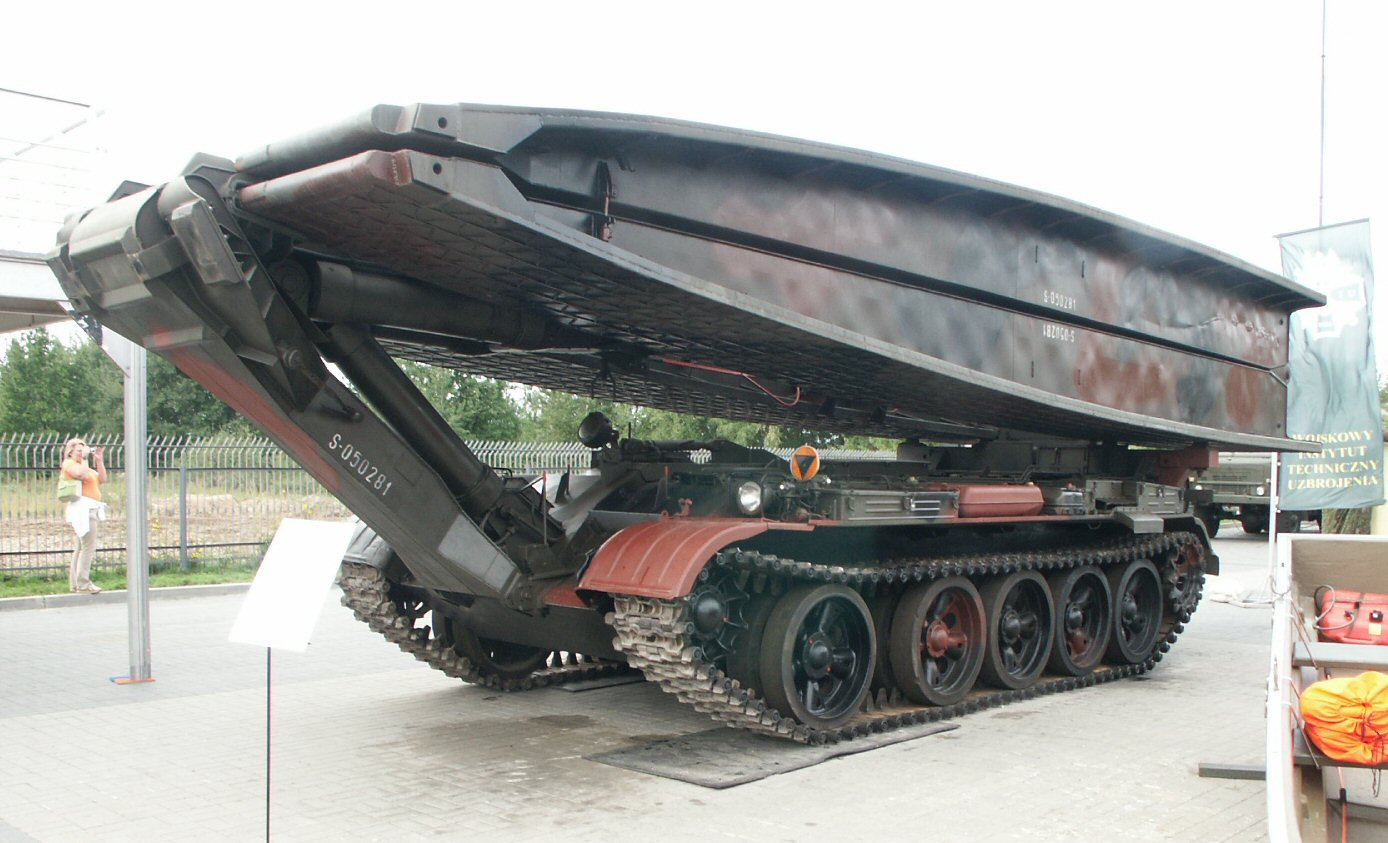
BLG-67M2 на базе Т-55
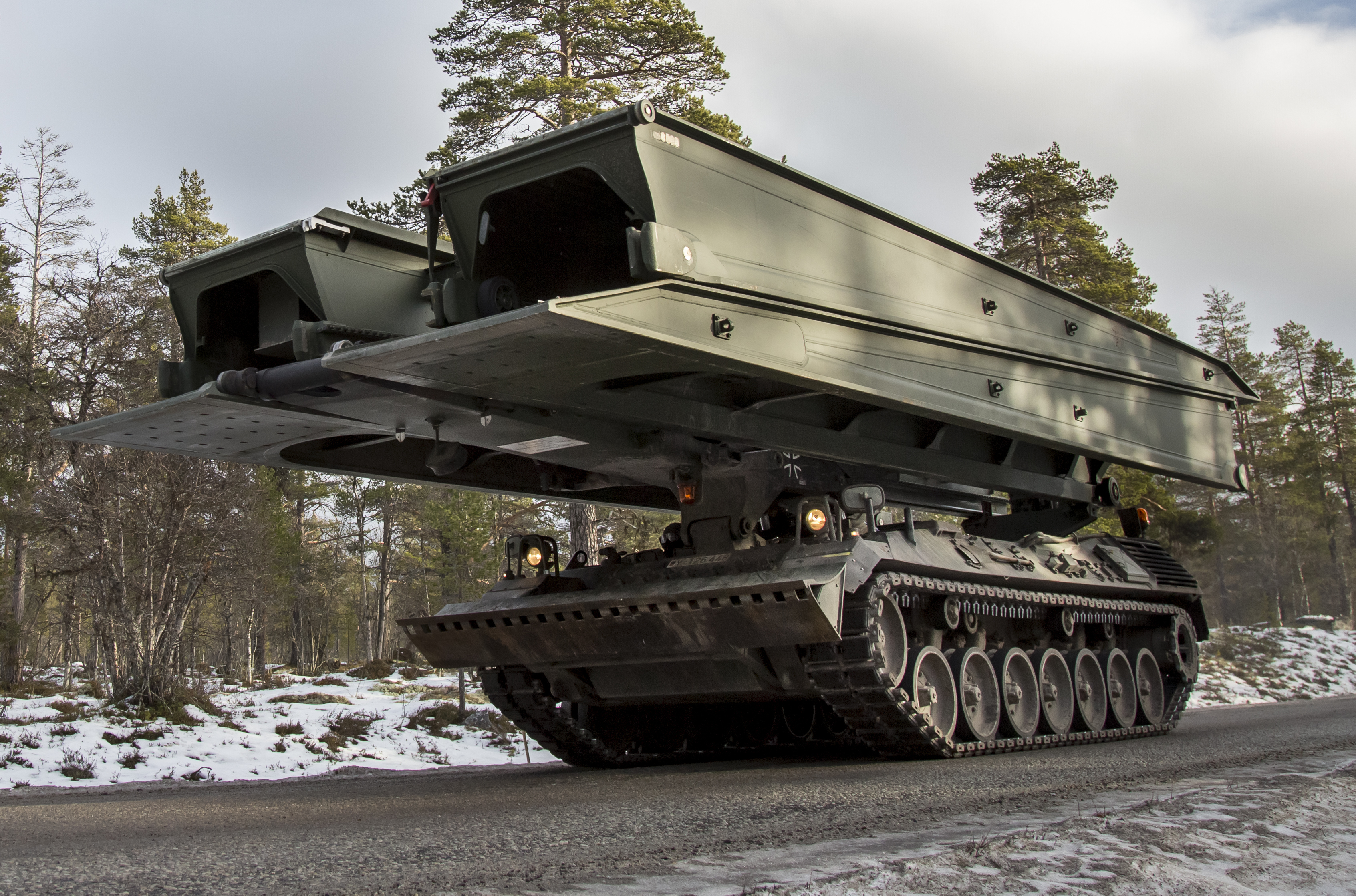
Biber на базе Леопард 1
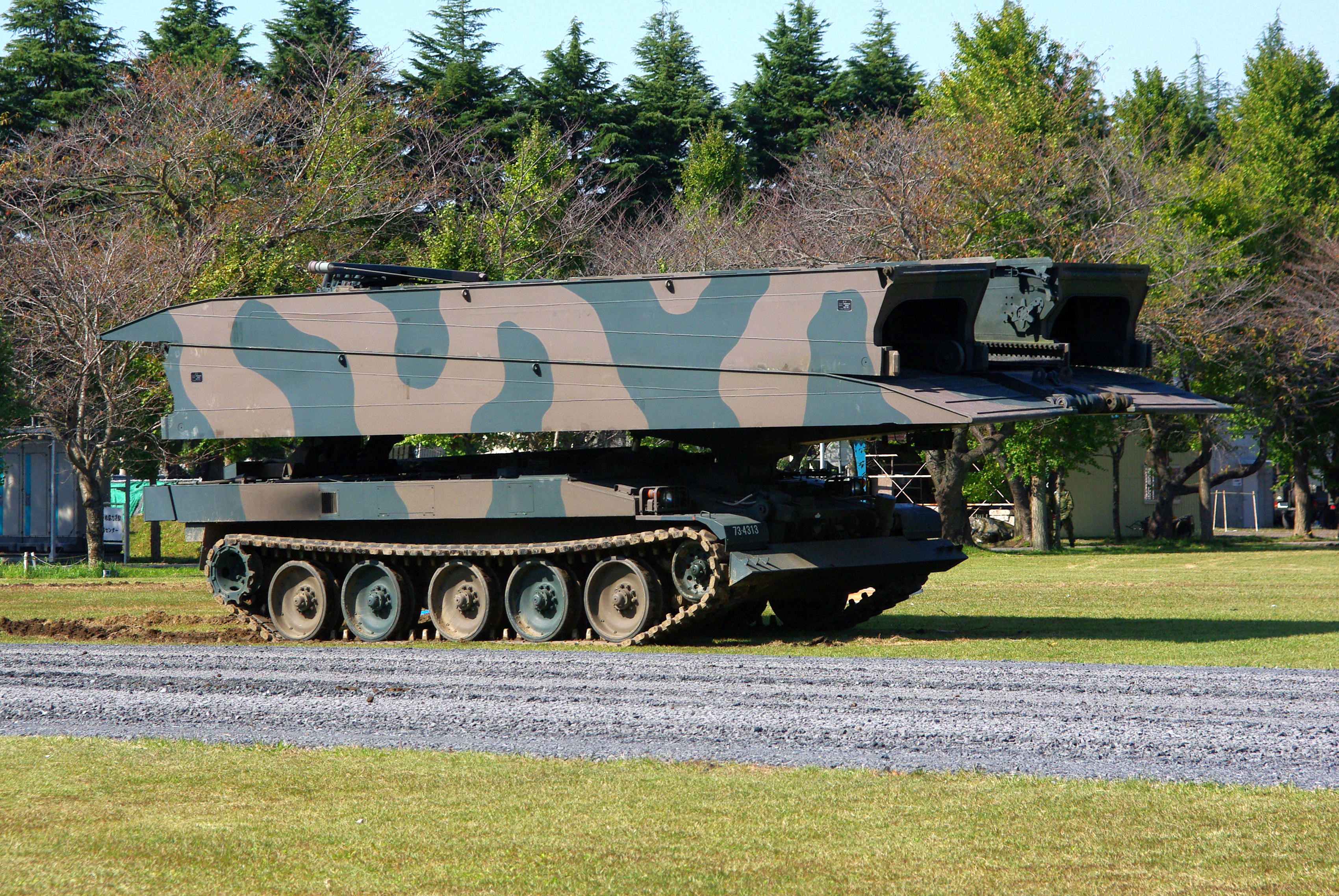
Тип 91 на базе Тип 74
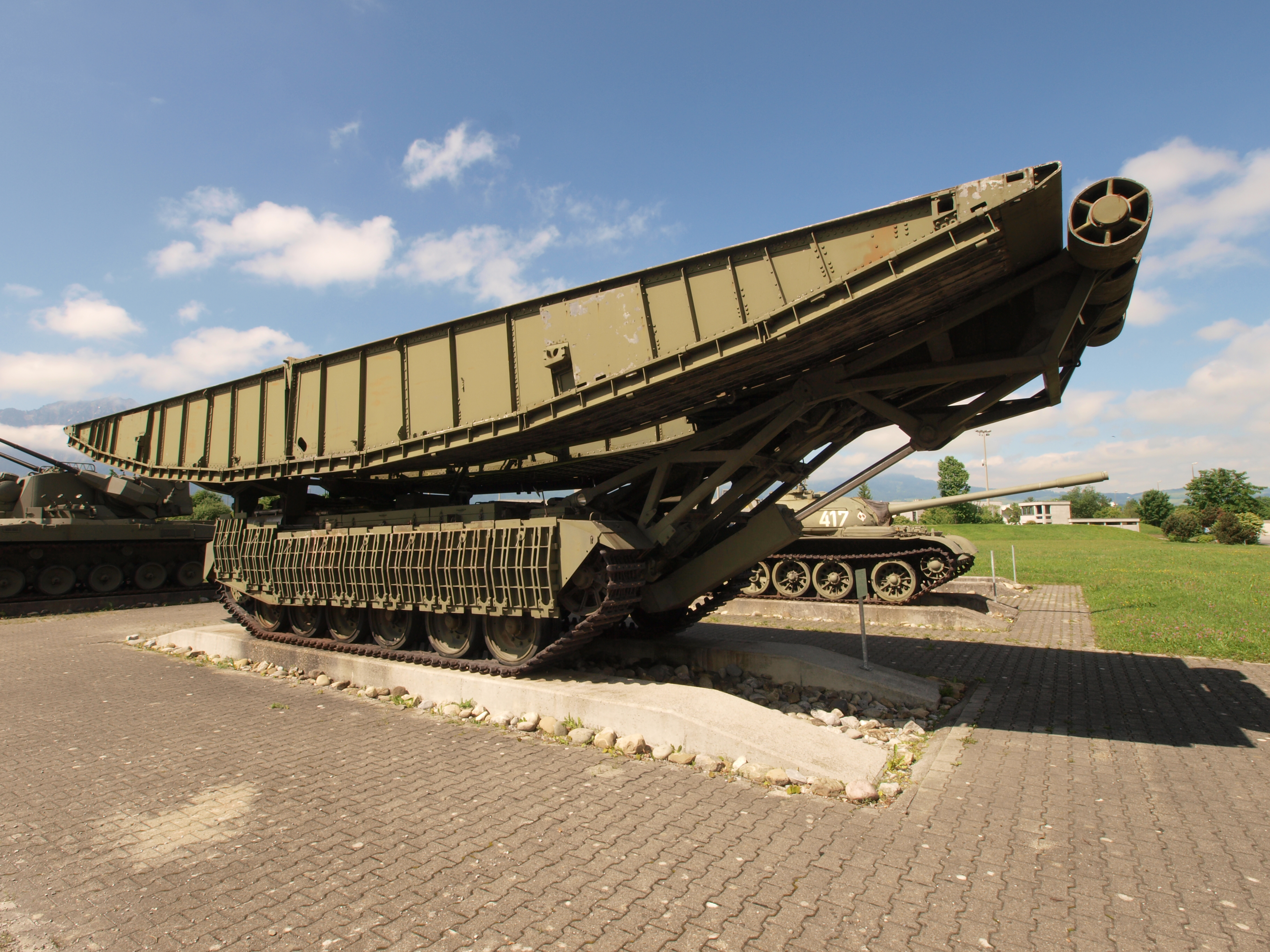
Centurion AVLB на базе Centurion